# Nathan ben Isaac HaBavli
à ne pas confondre avec Rabbi Nathan HaBavli
Nathan ben Isaac haCohen
haBavli (hébreu נתן הבבלי, Nathan le Babylonien) est un rabbin, voyageur et chroniqueur judéo-babylonien du Xe siècle. Il est principalement connu pour être l'auteur d'Aḥbar Bagdad (nouvelles de Bagdad), un témoignage sur le temps des Gueonim.

## Éléments biographiques
Rien n'est connu de lui, en dehors d'éléments déductibles de son livre. Nathan est probablement un contemporain plus jeune de Sherira Gaon, ce qui le situe vers le milieu du Xe siècle. De par la nature de son récit, et du fait qu'il fut probablement oral, il semble qu'il ait quitté Babylone (car son témoignage aurait été superflu pour ses concitoyens). Nathan faisait partie du collège de Soura, ce qui explique des biais de son récit globalement considéré comme objectif, notamment le rôle exagéré qu'il attribue à Mar Cohen Tzedek. et les louanges dont il couvre Saadia Gaon.
Heinrich Graetz le confond, sur base d'une citation fautive des Youḥassin, avec Nathan ben Yehiel de Rome, l'auteur de l'Aroukh,, appelé « Nathan haBavli de Narbonne, » et suppose erronément que Nathan ben Isaac (qu'il crédite d'un Aroukh similaire à celui écrit par Nathan ben Yehiel) fut l'un des quatre prisonniers capturés par l'amiral andalou Ibn Rouḥamis, et qu'il s'installa ultérieurement à Narbonne.
Louis Ginzberg a prouvé que Nathan HaBavli était identique au Rav Nathan d'Afrique cité dans un responsum de Meïr de Rothenburg, qui indique entre autres que Nathan avait résidé quelque temps en terre d'Israël. Il arrive ensuite en Afrique du Nord, où les Juifs locaux lui posent des questions sur l'exilarque Mar Oukba, qui a fini sa vie parmi eux. C'est également là-bas qu'il émet un responsum sur le beurre provenant d'un Gentil, auquel on se référera ensuite comme émanant de « Nathan d'Afrique. »

## Le récit de Nathan
Le récit de Nathan, destiné aux Juifs de Kairouan comme l'était la Lettre de Sherira, a été intégré à une édition des Youḥassin d'Abraham Zacuto, une chronique d'histoire juive. 
Légèrement postérieur à celui de Sherira, il est plus circonstancié, se focalisant sur les conflits entre exilarques et gueonim, ainsi que sur les mœurs de leur époque.
Des extraits de ce témoignage seront publiés en hébreu par Samuel Shullam dans son édition des Youḥassin d'Abraham Zacuto (Constantinople, 1546), ainsi que par A. Neubauer. Friedlander en découvrit une version écrite en arabe parmi les documents exhumés de la Gueniza du Caire; celle-ci porte des différences avec la version hébraïque des Youḥassin; le texte semble avoir été originellement écrit en arabe, puis amendé en hébreu par des éditeurs ultérieurs. Cependant, de l'entête du texte, « Amar R' Nathan HaBavli (le Rav Nathan HaBavli a dit), » apparaissant en hébreu et en arabe, on pourrait déduire qu'il ne l'écrivit pas, mais en fit un récit oral, transcrit par son auditoire, auquel cas il pourrait ne pas y avoir d'« original. »